# Света Богородица Сумела (Гърция)
 Тази статия е за новия манастир в Гърция.  За средновековния в Понт, Турция, вижте Света Богородица Сумела.  
„Света Богородица Сумела“ (на гръцки: Παναγία Σουμελά) е манастир в Република Гърция, част от дем Бер (Верия) на област Централна Македония. Манастирът е под управлението на Берската, Негушка и Камбанийска епархия на Църквата на Гърция.

## География
Манастирът е разположен на 15 километра югозападно от демовия център Бер (Верия) в южните склонове на планината Каракамен (Вермио), на 2 километра северно от Кастания.

## История
Манастирът е основан в 1951 година от понтийски гърци като наследник на средновековния понтийски манастир „Света Богородица Сумела“ край Трапезунд, разграбен от турците след Гръцко-турската война в 1922 година. В 1931 година, с усилията на Елевтериос Венизелос, един от двамата оцелели монаси от понтийския манастир, пренася в Гърция скритите в параклиса „Света Варвара“ от монаси реликви – икона, за която се смята, че е рисувана от евангелиста Лука, скъп кръст, дар от император Мануил III Велики Комнин и ръкописно евангелие на Свети Христофор.